# The Housemaid
Pour plus de détails, voir Fiche technique et Distribution.
The Housemaid (hangeul : 하녀 ; RR : Hanyeo) est un thriller érotique sud-coréen réalisé par Im Sang-soo, sorti en 2010.
C'est le remake du film La Servante (하녀) réalisé par Kim Ki-young en 1960. Il est en sélection officielle au Festival de Cannes 2010.

## Synopsis
Euny est engagée comme aide-gouvernante dans une riche maison bourgeoise. Le mari Hoon la prend pour maitresse. La vie de toute la maison va alors basculer.

## Fiche technique
- Titre : The Housemaid
- Titre original : 하녀 (Hanyeo)
- Réalisation : Im Sang-soo
- Scénario : Gina Kim
- Musique : Kim Hong-jib
- Production : Kim Dong-won et Park Hye-min
- Société de production : Mirovision
- Société de distribution : Sidus FHN
- Pays de production : Corée du Sud
- Langue originale : coréen
- Format : couleur - 2.35 : 1 - 35 mm
- Genre : thriller érotique
- Durée : 106 minutes
- Dates de sortie :
  - Corée du Sud : 13 mai 2010
  - France : 15 septembre 2010

## Distribution
- Jeon Do-yeon (VFB : Héloïse Meire) : Eun-yi
- Lee Jung-jae (VFB : Alexandre Crépet) : Hoon
- Seo Woo (VFB : Séverine Cayron) : Hae Ra
- Yoon Yeo-jeong (VFB : Rosalia Cuevas) : Byeong-sik
- Ahn Seo-hyeon : Nami
- Park Ji-young (VFB : Ethel Houbiers) : la belle-mère

## Distinctions
Le film a été présenté en sélection officielle en compétition au Festival de Cannes 2010.